# Усковы
 Усковы  — опустевшая деревня в Орловском районе Кировской области. Входит в состав Орловского сельского поселения.

## География
Расположена на расстоянии примерно 2 км по прямой на северо-восток от райцентра города Орлова.

## История
Известна была с 1802 года как деревня Власа Ербелева с 5 дворами, в 1905 здесь (починок Власа Ербелева или Усковы) дворов 29 и жителей 193, в 1926 (деревня Усковы или Власа Эрбелева) 31 и 138, в 1950 18 и 55, в 1989 уже не было постоянных жителей. Настоящее название утвердилось с 1939 года. С 2006 по 2011 год входила в состав Лугиновского сельского поселения.

## Население
Постоянное население не было учтено как в 2002 году, так и в 2010.